# Елія Джаст
Елія Джаст (англ. Elijah Just, нар. 1 травня 2000) — новозеландський футболіст, півзахисник клубу «Істерн Сабарбс».

## Клубна кар'єра
Народився 1 травня 2000 року. Вихованець футбольної школи клубу «Тім Веллінгтон».
2018 року перейшов до нідерландського «Зволле», яке відразу віддало гравця назад на батьківщину в «Істерн Сабарбс». Станом на 20 травня 2019 року відіграв за команду з Окленда 20 матчів в національному чемпіонаті.

## Виступи за збірні
2017 року у складі юнацької збірної Нової Зеландії до 17 років взяв участь у юнацькому чемпіонаті Океанії на Таїті, ставши переможцем турніру, а також юнацькому чемпіонаті світу в Індії, де команда не вийшла з групи.
2019 року у складі молодіжної збірної Нової Зеландії до 20 років поїхав на молодіжний чемпіонат світу 2019 року у Польщі.

## Досягнення

### Міжнародні
Нова Зеландія U-17
- Переможець Юнацького чемпіонату ОФК: 2017